# Agaiambo
Agaiambo es un pantano en la provincia de Oro, en Papúa Nueva Guinea. El humedal se describió anteriormente por una raza pigmea de habitantes también llamada Agaiambo.
Durante la Segunda Guerra Mundial, un Boeing B-17 Flying Fortress de la Fuerza Aérea de EE. UU.  se estrelló en la zona. En 1972 el avión fue redescubierto, siendo apodado "El Fantasma del Pantano".
El Agaiambo o Agaumbu fue una raza de enanos habitantes del pantano descubiertos en la entonces Nueva Guinea británica o Papúa, pero  ahora desaparecidos. En su informe anual correspondiente a 1904, el administrador interino de Nueva Guinea británica declaró que en una visita que hizo a su distrito él vio a seis hombres y cuatro mujeres de ese grupo.